# Léon Vouaux

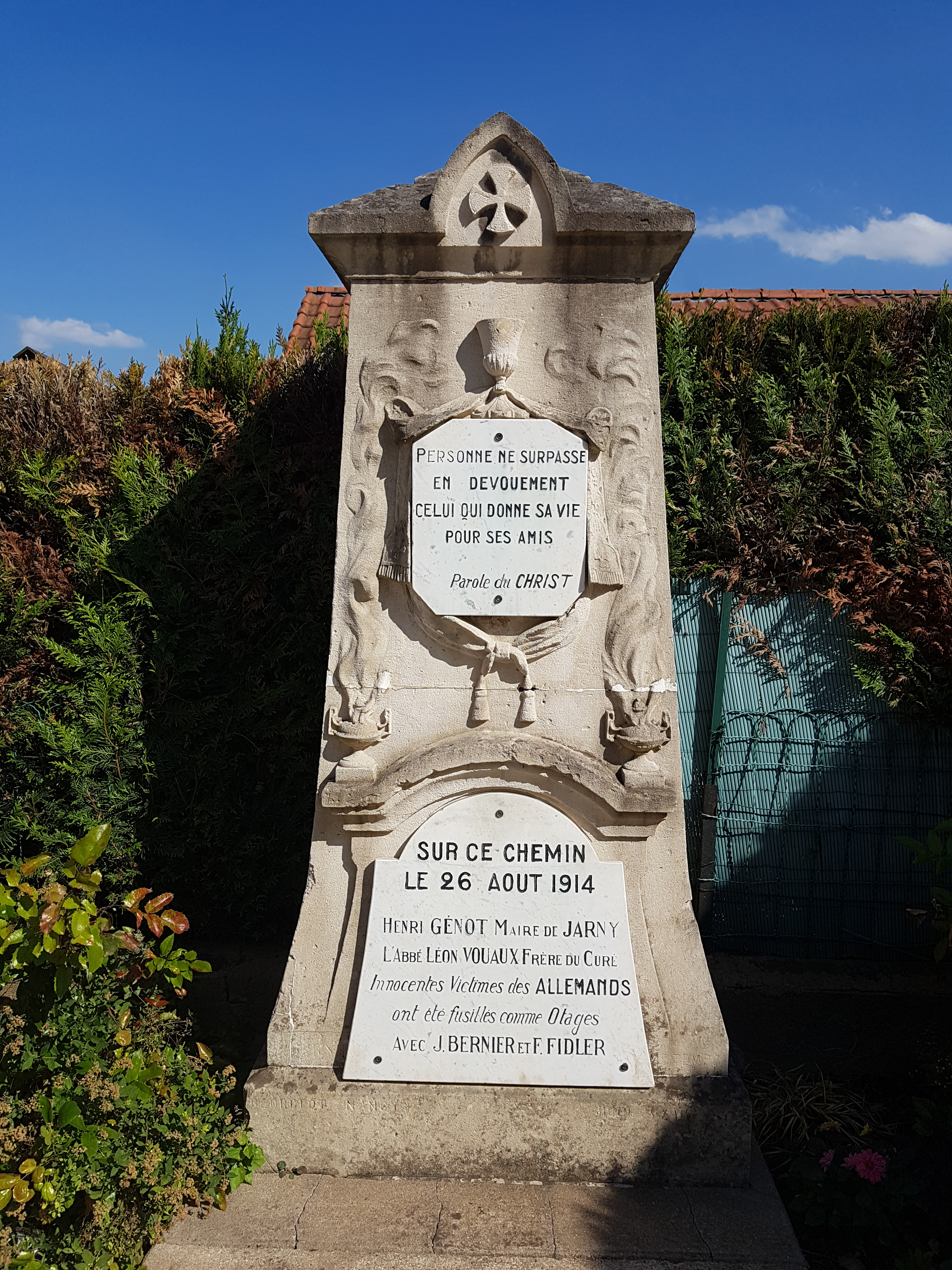
Wspólny nagrobek na cmentarzu w Jarny

Léon Vouaux (ur. 25 lutego 1870 w Baccarat, zm. 26 sierpnia 1914 w Jarny) – francuski duchowny, filolog i lichenolog.

## Życiorys
Studiował w seminariach w Pont-à-Mousson i Nancy, a święcenia kapłańskie przyjął w 1893 r. W latach 1894–1898 studiował na Uniwersytecie w Nancy, gdzie w 1895 r. uzyskał stopień naukowy (license dès-lettres), a w 1898 r. zdał konkurs z zakresu gramatyki jako wstęp do nominacji na stanowisko akademickie. Został powołany do kadry kolegium kościelnego w Malgrange niedaleko Nancy, gdzie aż do śmierci wykładał literaturę i matematykę. Awansował na nauczyciela pierwszej klasy.
W 1914 r. miasteczko w którym mieszkał (Jarny) znajdowało się kilka kilometrów od linii frontu i już w pierwszych dniach I wojny światowej było okupowane przez wojska niemieckie. 26 sierpnia wraz z burmistrzem miasta i dwoma innymi mężczyznami został rozstrzelany przez wojsko niemieckie. Miał 44 lata.

## Praca naukowa
Pisał po grecku i łacinie i potrafił tłumaczyć teksty z tych języków na język francuski. Od około 1912 roku pisał serię książek o apokryfach Nowego Testamentu. Pierwsza ukazała się w 1913 r.. Były to „Dzieje Pawła” i jego listy apokryficzne. Druga, „Dzieje Piotra”, została opublikowana w 1922 roku. W 1915 r. za książkę o św. Pawle został pośmiertnie odznaczony przez Akademię Francuską doroczną literacką nagrodą Prix Saintour.
Interesował się historią naturalną, a szczególnie grzybami i owadami, ale szczególnie skupił się na porostach. W 1903 roku wstąpił do Francuskiego Towarzystwa Mykologicznego. Korespondował z innymi mykologami we Francji i za granicą. Od 1909 r. pisał artykuły o porostach, a jego relacje zaczęto publikować w Biuletynie Francuskiego Towarzystwa Mykologicznego od 1912 r. Do 1914 r. ukończył siedem broszur pod tytułem „Synopsis of the Parasitic Fungi of Lichens”. Dostarczyły one dokładnych i krytycznych opisów, w tym 36 nowych gatunków porostów, ale opisywał także życie porostów, omawiając w ich kontekście pojęcia pasożytnictwa, symbiozy i saprotrofizmu.
W naukowych nazwach utworzonych przez niego taksonów dodawane jest jego nazwisko Voaux.